# The Home Depot
The Home Depot — американская торговая сеть, являющаяся крупнейшей в мире по продаже стройматериалов и инструментов для ремонта. Штаб-квартира компании находится в Атланте (штат Джорджия). Сеть компании насчитывает более 2300 магазинов в США, Канаде и Мексике. The Home Depot является одним из крупнейших ретейлеров в США.

## История
В 1978 года Бернард Маркус и Артур Блэнд были уволены из сети магазинов товаров для дома Handy Dan с поста исполнительного директора и вице-президента соответственно и решили основать свою сеть. Первый магазин Home Depot был открыт в Атланте, штат Джорджия. По сравнению с конкурентами Маркус и Блэнд стремились открывать более крупные магазины (на 25 тыс. наименований товара против 10 тыс. в других сетях) и нанимать персонал, способный дать покупателям квалифицированный совет. К 1986 году сеть Home Depot выросла до 50 магазинов, а выручка достигла 1 млрд долларов. В 1989 году компания обошла по размеру выручки сеть Lowe’s, став крупнейшим в США ретейлером товаров для ремонта. В 1994 году компания вышла на канадский рынок, купив сеть магазинов Aikenhead's Hardware. К 1995 году число магазинов выросло до 350, а выручка — до 10 млрд долларов.
В 2002 году была куплена мексиканская сеть магазинов Del Norte. В 2006 году за 3,2 млрд долларов была куплена компания Hughes Supply, занимающаяся оптовой торговлей стройматериалами в США и Канаде, однако уже в следующем году она была продана. В 2008 и 2009 годах было закрыто 54 магазина Home Depot. В 2015 году за 1,6 млрд долларов была куплена компания Interline Brands (снабжение стройматериалами).

## Собственники и руководство
Акции компании с 1981 года котируются на Нью-Йоркской фондовой бирже. Институциональным инвесторам по состоянию на начало 2023 года принадлежало 72 % акций, крупнейшими из них были: The Vanguard Group (9,3 %), BlackRock (7,5 %), Capital Group Companies (4,7 %), State Street Global Advisors (4,5 %), Geode Capital Management (1,9 %), Morgan Stanley (1,9 %), Bank of America (1,5 %)
Эдуард Деккер (Edward P. Decker, род. в 1963 году) — председатель совета директоров и главный исполнительный директор с 2022 года, в компании с 2000 года.

## Деятельность
Компания владеет сетью магазинов по продаже стройматериалов, инструментов, товаров для садоводства и оформления интерьера. Также осуществляет торговлю через интернет. На США приходится 92 % выручки, также работает в Канаде и Мексике. По состоянию на 2022 год сеть компании состояла из 2317 магазинов:
- США — 2006
  - Калифорния — 247
  - Техас — 181
  - Флорида — 156
  - Нью-Йорк — 101
- Канада — 182
  - Онтарио — 88
- Мексика — 129.

В списке крупнейших публичных компаний мира Forbes Global 2000 за 2022 год The Home Depot заняла 76-е место. В числе крупнейших компаний США по размеру выручки в 2022 году (список Fortune 500) The Home Depot заняла 17-е место.
|                      | 2010  | 2011  | 2012  | 2013  | 2014  | 2015  | 2016  | 2017  | 2018  | 2019   | 2020   | 2021  | 2022   |
| -------------------- | ----- | ----- | ----- | ----- | ----- | ----- | ----- | ----- | ----- | ------ | ------ | ----- | ------ |
| Выручка              | 66,18 | 68,00 | 70,40 | 74,75 | 78,81 | 83,18 | 88,52 | 94,60 | 100,9 | 108,2  | 110,2  | 132,1 | 151,2  |
| Чистая прибыль       | 2,620 | 3,338 | 3,883 | 4,535 | 5,385 | 6,345 | 7,009 | 7,957 | 8,630 | 11,12  | 11,24  | 12,87 | 16,43  |
| Активы               | 40,88 | 40,13 | 40,52 | 41,08 | 40,52 | 39,45 | 41,97 | 42,97 | 44,53 | 44,00  | 51,24  | 70,58 | 71,88  |
| Собственные средства | 19,39 | 18,89 | 17,90 | 17,78 | 12,52 | 9,322 | 6,316 | 4,333 | 1,454 | -1,878 | -3,116 | 3,299 | -1,696 |

Примечание. Компания заканчивает финансовый год в конце января.